# Lucas Prado
Lucas Prado (Poxoréu, 27 maggio 1985) è un atleta paralimpico brasiliano.

## Biografia

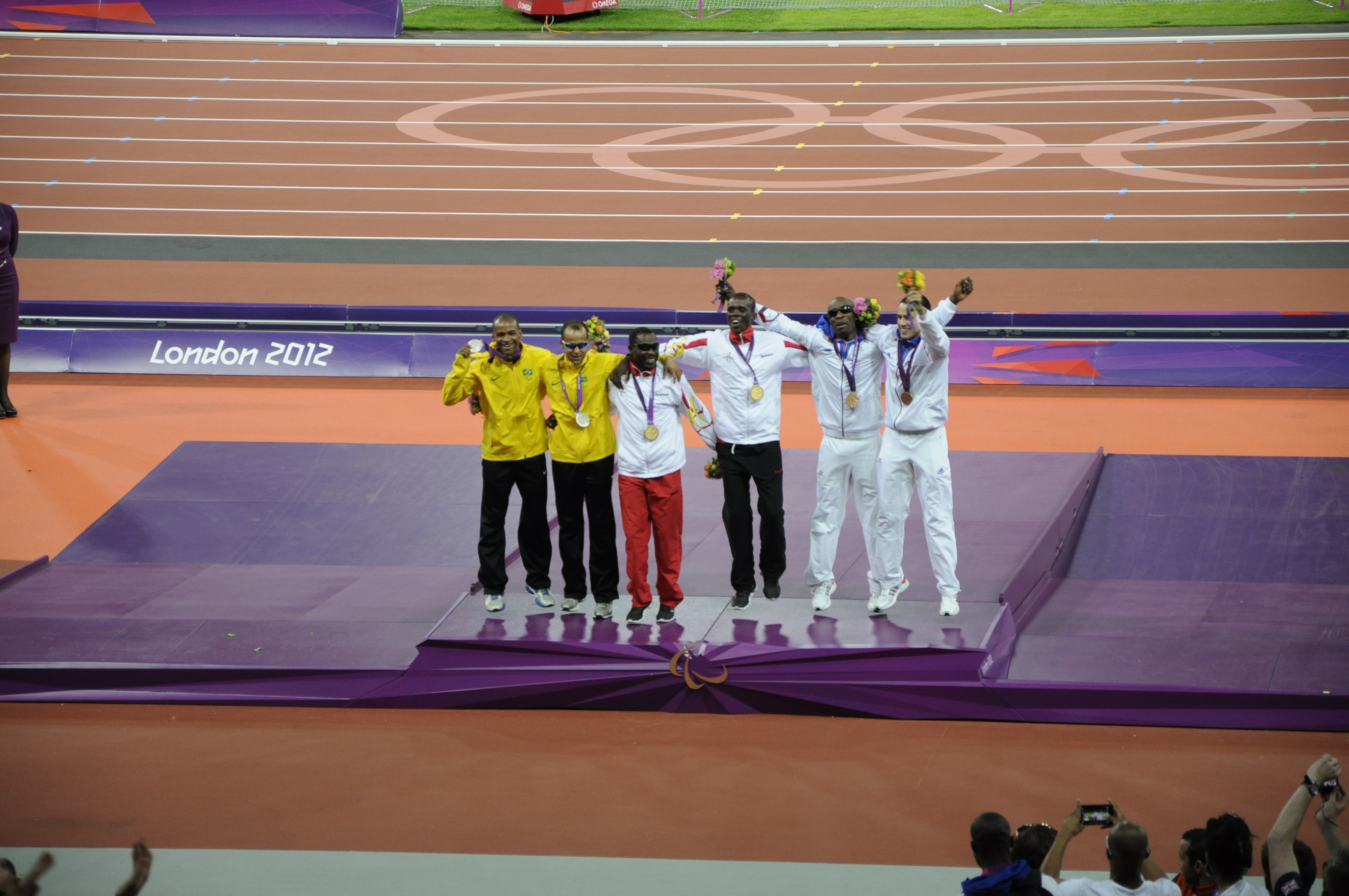
Londra 2012, premiazione (con J. Savoyo e G. T. Makunda), dei piani

Nel 2003 ha perso il 90 per cento della vista a causa di un distacco di retina (perderà anche il residuo rimasto nel 2006). Tenta di inserirsi nel calcio a 5 per ciechi e nel goalball, ma si esprime assai più positivamente nella velocità. Ciò lo porta ai primi risultati nel 2006, ad Assen, campionati mondiali paralimpici.
È stato vincitore di tre medaglie d'oro ai Giochi paralimpici di Pechino 2008 ed è il detentore del record mondiale dei 100 metri piani T11 con il tempo di 11"19 e dei 200 metri piani T11 con 22"48. Ha preso parte ai Giochi paralimpici di Londra 2012 in quattro differenti specialità: 100 m piani T11, 200 m T11, 400 m piani T11 e staffetta 4 × 100 m T11/T13, portando a casa due medaglie d'argento nei 100 m e nei 400 m insieme, rispettivamente, alle guide Justino Barbosa dos Santos e Laercio Alves Martins.
Ai Mondiali paralimpici, dopo la medaglia d'argento vinta ad Assen, ha conquistato tre medaglie d'oro nel 2011 a Christchurch, due nel 2013 a Lione in Francia e una nel 2019 a Dubai. In questa circostanza la sua guida è stato Anderson Machado dos Santos. Ai Giochi parapanamericani, in quattro edizioni, ha conquistato 8 medaglie:  tre d'oro nel 2007 a Rio de Janeiro, due d'oro nel 2011 a Guadalajara in Messico, un argento individuale e un oro in staffetta nel 2015 a Toronto, un oro nel 2019 a Lima, in Perù.

## Palmarès
| Anno | Manifestazione          | Sede           | Evento            | Risultato | Prestazione | Note                                     |
| ---- | ----------------------- | -------------- | ----------------- | --------- | ----------- | ---------------------------------------- |
| 2006 | Mondiali paralimpici    | Assen          | 4 × 100 m T11/T13 | Argento   | 44"32       |                                          |
| 2007 | Giochi parapanamericani | Rio de Janeiro | 100 m piani T11   | Oro       |             |                                          |
| 2007 | Giochi parapanamericani | Rio de Janeiro | 200 m piani T11   | Oro       |             |                                          |
| 2007 | Giochi parapanamericani | Rio de Janeiro | 400 m piani T11   | Oro       |             |                                          |
| 2008 | Giochi paralimpici      | Pechino        | 100 m piani T11   | Oro       | 11"03       | Record mondiale                          |
| 2008 | Giochi paralimpici      | Pechino        | 200 m piani T11   | Oro       | 22"48       | Record mondiale                          |
| 2008 | Giochi paralimpici      | Pechino        | 400 m piani T11   | Oro       | 50"27       |                                          |
| 2008 | Giochi paralimpici      | Pechino        | 4 × 100 m T11/T13 | Batteria  | dq          |                                          |
| 2011 | Mondiali paralimpici    | Christchurch   | 100 m piani T11   | Oro       | 11"38       | Record dei campionati                    |
| 2011 | Mondiali paralimpici    | Christchurch   | 200 m piani T11   | Oro       | 22"97       | Record dei campionati                    |
| 2011 | Mondiali paralimpici    | Christchurch   | 400 m piani T11   | Oro       | 51"19       | Record dei campionati                    |
| 2011 | Giochi parapanamericani | Guadalajara    | 100 m piani T11   | Oro       |             |                                          |
| 2011 | Giochi parapanamericani | Guadalajara    | 200 m piani T11   | Oro       |             |                                          |
| 2012 | Giochi paralimpici      | Londra         | 100 m piani T11   | Argento   | 11"25       |                                          |
| 2012 | Giochi paralimpici      | Londra         | 200 m piani T11   | 4º        | 23"15       |                                          |
| 2012 | Giochi paralimpici      | Londra         | 400 m piani T11   | Argento   | 51"44       | Miglior prestazione personale stagionale |
| 2012 | Giochi paralimpici      | Londra         | 4 × 100 m T11/T13 | Batteria  | dq          |                                          |
| 2013 | Mondiali paralimpici    | Lione          | 100 m piani T11   | Oro       | 11"45       |                                          |
| 2013 | Mondiali paralimpici    | Lione          | 200 m piani T11   | Oro       | 22"55       | Record dei campionati                    |
| 2015 | Giochi parapanamericani | Toronto        | 100 m piani T11   | Argento   |             |                                          |
| 2015 | Giochi parapanamericani | Toronto        | 4 × 100 m T11     | Oro       |             |                                          |
| 2019 | Mondiali paralimpici    | Dubai          | 100 m piani T11   | Oro       | 10"95       | Record dei campionati                    |
| 2019 | Giochi parapanamericani | Lima           | 100 m piani T11   | Oro       | 11"25       |                                          |